# Криворучко, Григорий Лукич
Григорий Лукич Криворучко (07.02.1912—12.04.1978) — сапёр сапёрного взвода 113-го гвардейского стрелкового Краснознаменного полка (38-я гвардейская стрелковая Лозовская Краснознамённая дивизия, 96-й Брестский стрелковый корпус, 70-я армия, 2-й Белорусский фронт), гвардии красноармеец, участник Великой Отечественной войны, кавалер ордена Славы трёх степеней.

## Биография
Родился 7 февраля 1912 года в селе Домантово ныне Золотоношского района Черкасской области (Украина) в крестьянской семье. Украинец. Окончил 3 класса. Работал в колхозе.
В Красной Армии с 1930 по 1932 года проходил действительную срочную службу. Повторно призван в 1943 году. Окончил школу сапёров. С 18 марта 1944 года в действующей армии. Воевал на 1-м и 2-м Белорусских фронтах. Принимал участие в Люблин-Брестской, Млавско-Эльбингской, Восточно-Померанской и Берлинской наступательных операциях. В боях дважды был ранен.
В 1944 году 38-я гвардейская стрелковая дивизия занимала оборону западнее города Камень-Каширский ныне Волынской области (Украина). Г. Л. Криворучко, обеспечивая действия разведывательных групп, неоднократно проделывал проходы в минно-взрывных и проволочных заграждениях противника и, оставаясь возле прохода, огнём прикрывал возвращение разведчиков. 11 июля 1944 года, закрывая под огнём противника использованный проход, он был ранен. Истекая кровью, полностью выполнил боевое задание по установке мин. Командиром полка он был представлен к награждению орденом Отечественной войны 2-й степени. Приказом командира дивизии награждён медалью «За отвагу».
В ходе Люблин-Брестской наступательной операции 17 августа 1944 года в районе села Ясеница Криворучко Г. Л. с напарником выполнял боевую задачу по минированию танкоопасного направления. В непосредственной близости от танков противника они установили минное поле. При атаке головной немецкий танк подорвался на мине, остальные стали отходить. Когда двое танкистов пытались покинуть повреждённый танк, Г. Л. Криворучко уничтожил их огнём из автомата. Командиром полка он был представлен к награждению орденом Отечественной войны 2-й степени. Приказом командира 96-го стрелкового корпуса награждён орденом Красной Звезды.
Сапёр сапёрного взвода 113-го гвардейского стрелкового Краснознаменного полка гвардии рядовой Криворучко Г. Л. вместе с товарищами 15 сентября 1944 года в ночном бою за станцию Домковизна (6 км западнее города Радзымин, Польша), продвигаясь впереди боевых порядков пехоты и проделывая проходы в минных полях и проволочных заграждениях противника, обезвредил с бойцами 82 противопехотные мины, чем обеспечил высокий темп наступления стрелковых подразделений и занятие ими станции.
Приказом командира 38-й гвардейской стрелковой дивизии от 9 октября 1944 года гвардии красноармеец Криворучко Григорий Лукич награждён орденом Славы 3-й степени.
20 октября 1944 года в бою за узел железных и шоссейных дорог юго-западнее села Зегже-Полудневе (ныне гмина Непорент Легионовского повята Мазовецкого воеводства, Польша) Г. Л. Криворучко под огнём противника обезвредил 20 мин натяжного действия, обеспечив продвижение стрелкового подразделения. В ходе дальнейшего наступления противотанковой гранатой уничтожил 3 немецких автоматчиков. В бою был ранен, но после перевязки вернулся в строй и продолжал выполнять боевое задание. Командиром полка представлен к награждению орденом Красной Звезды.
Приказом полковника Абдуллаева Ю. М. командира 38-й гвардейской стрелковой дивизии от 11 декабря 1944 года гвардии красноармеец Криворучко Григорий Лукич награждён вторым орденом Славы 3-й степени.
В Млавско-Эльбингской наступательной операции при прорыве долговременной обороны противника в районе населённого пункта Попово-Борово (7,5 км юго-восточнее города Насельск, Польша) 14 января 1945 года под сильным огнём проделал проход в минном поле, обезвредив с бойцами 113 мин, чем обеспечил прохождение стрелковых подразделений и артиллерии без потерь. В бою 18 января 1945 года под огнём противника вместе с другими сапёрами устроил переход через противотанковый ров, что дало возможность артиллерии и тыловым подразделениям продолжать наступление, не снижая темпа. Командиром полка представлен к награждению орденом Отечественной войны 2-й степени.
Приказом командующего 70-й армией от 13 марта 1945 года гвардии красноармеец Криворучко Григорий Лукич награждён орденом Славы 2-й степени.
В июле 1946 года демобилизован. Вернулся в родное село Домантово. Работал в колхозе.
Умер 12 апреля 1978 года.
Указом Президиума Верховного Совета СССР от 3 июля 1978 года в порядке перенаграждения Криворучко Григорий Лукич награждён орденом Славы 1-й степени.

## Награды
- Орден Красной Звезды (29.09.1944)[6]
- Полный кавалер ордена Славы:
  - орден Славы I степени (03.07.1978)[7];
  - орден Славы II степени (13.03.1945)[8];
  - орден Славы III степени (09.10.1944)[9];
- медали, в том числе:
  - «За отвагу» (24.07.1944)[10]

- - «В ознаменование 100-летия со дня рождения Владимира Ильича Ленина» (6 апреля 1970)
  - «За победу над Германией в Великой Отечественной войне 1941—1945 гг.» (9 мая 1945)[11]
  - «За взятие Берлина» (9.5.1945)
  - «20 лет Победы в Великой Отечественной войне 1941—1945 гг.» (7 мая 1965[12])
  - «30 лет Победы в Великой Отечественной войне 1941—1945 гг.»[13]
  - 40 лет Победы в Великой Отечественной войне 1941—1945 гг.[14]
  - «50 лет Вооружённых Сил СССР» (26 декабря 1967[15])
- Знак «25 лет победы в Великой Отечественной войне» (1970)

## Память
- На могиле установлен надгробный памятник
- Его имя увековечено в Главном Храме Вооружённых сил России, и навсегда запечатлено на мемориале «Дорога памяти»
- Именем Г. Л. Криворучко названа улица в селе Домантово.